# Idaea ziczacata
Idaea ziczacata är en fjärilsart som beskrevs av W. Warren 1903. Idaea ziczacata ingår i släktet Idaea och familjen mätare. Inga underarter finns listade i Catalogue of Life.